# Рантанен, Мари
Мари Рантанен (фин. Mari Rantanen; род. 29 марта 1976, Лаппеэнранта, Кюми) — финский политический и государственный деятель. Член партии «Истинные финны». Министр внутренних дел Финляндии с 20 июня 2023 года. Депутат эдускунты с 2019 года.

## Биография
Родилась 29 марта 1976 года в городе Лаппеэнранта.
В 1997 году окончила медицинскую школу Пирканмаа, где получила профессию сиделки. В 2003 году окончила Университет прикладных наук Метрополия в Хельсинки, где получила профессии парамедика и медсестры.
С 2003 года работала парамедиком спасательной службы Центральной Уусимаа.
В 2011 году окончила Школу подготовки полицейских в Тампере.
С 2011 года работала младшим констеблем в полицейском управлении Западного Уусимаа.

## Политическая карьера
Баллотировалась на муниципальных выборах 2012 года от Социал-демократической партии. В 2014 году вступила в партию «Истинные финны».
По результатам муниципальных выборов 2017 года избрана депутатом городского совета Хельсинки. 
По результатам парламентских выборов 2019 года избрана депутатом эдускунты в округе Хельсинки. В парламенте она была членом административного комитета (2021—2023), комитета по транспорту и связи (2019), юридического комитета (2019—2022) и комитета по надзору за разведкой (2019—2023). Рантанен занимала пост председателя административного комитета в 2022—2023 годах. Переизбрана по результатам парламентских выборов 2023 года, набрав 3826 голосов. Была вторым заместителем председателя фракции и членом президиума парламента (2023).
20 июня 2023 года назначена министром внутренних дел Финляндии в правительстве под руководством премьер-министра Петтери Орпо.

## Личная жизнь
Живёт в Хельсинки с мужем и дочерью.